# Can Trias de Bes
Can Trias de Bes és un edifici situat al carrer Major, 37-39 de Sant Joan Despí (Baix Llobregat), inclòs a l'Inventari del Patrimoni Arquitectònic de Catalunya.

## Història
Construïda al segle xviii, antigament era coneguda com a torre de l'Oliva, i la família barcelonina Trias de Bes la feia servir com a casa d'estiueig. Durant la Guerra Civil fou un centre de la CNT, des d'on es controlaven els proveïments.

## Descripció
És una masia de planta rectangular formada per tres crugies, de planta baixa, pis i golfes i coberta a quatre vessants, d'on sobresurt una torre mirador quadrangular també amb teulada a quatre vessants. A la façana posterior, a nivell del pis, hi ha una galeria de set obertures d'arc carpanell. A la façana lateral s'hi adossa una capella de planta baixa, sobre e que hi ha una terrassa amb una escala que baixa fins al jardí. El ràfec presenta una senzilla imbricació ceràmica. El paraement és arrebossat amb esgrafiats imitant carreus a la planta baixa i línies emmarcant les obertures, amb plafons rectangulars intercalats.
Del mur perimetral que tancava la finca se'n conserven les dues portalades, rematades amb una cornisa prominent. El 1928 es va construir el jardí, segons el projecte de Gaietà Cabañes. Més recentment, s'hi varen instal·lar una piscina i pistes de tennis.